# 태풍 다나스 (2013년)
태풍 다나스(DANAS)는 2013년 10월 4일부터 10월 9일까지 활동했고, 최저기압 935 hPa를 기록했던 2013년의 제24호 태풍이다. 일본과 대한민국에 영향을 주었다. 다나스는 필리핀에서 제출한 이름으로 경험을 의미한다.

## 개요
제24호 태풍 다나스는 10월 4일 오후 3시에 중심기압 1000hPa, 최대풍속 18m/s, 강풍 반경 220km(북동쪽 반경), 크기 '소형'의 열대폭풍으로 미국 괌 북북동쪽 약 360km 부근 해상에서 발생하였다.(일본 기상청 태풍정보 기준) 발생 이후 북서진하면서 급발달하였고, 10월 7일 오전 9시에 일본 오키나와 동남동쪽 약 270km 부근 해상에서 중심기압 935hPa, 최대풍속 51m/s, 강풍 반경 440km(북동쪽 반경)의 세력 '매우 강', 크기 '중형'(일본 기상청 태풍정보 기준)의 태풍으로 최성기를 맞이하였다. 최성기 세력으로 일본 오키나와를 통과한 뒤 북위 30도선을 통과하면서 급속하게 약화되었고, 10월 8일 오후 3시에 제주도 서귀포 동남동쪽 약 110km 부근 해상에서 중심기압 970hPa, 최대풍속 33m/s, 강풍 반경 280km(북동쪽 반경)의 세력(일본 기상청 태풍정보 기준)으로 제주도에 근접하였고, 북동진으로 전향을 하였다. 전향한 뒤 10월 8일 오후 9시에 부산 남남동쪽 약 80km 부근 육상(일본 대마도)에서 중심기압 980hPa, 최대풍속 28m/s, 강풍 반경 280km(북동쪽 반경)의 세력(일본 기상청 태풍정보 기준)으로 부산에 근접하였다. 대한해협과 일본 대마도 통과 뒤 동해상에 진출하였고 온대저기압화가 가속되었다. 10월 9일 오전 9시에 독도 동쪽 약 240km 부근 해상에서 중심기압 992hPa의 온대저기압으로 변질되었다.(한국 기상청 태풍정보 기준으로는 중심기압 994hPa) 

## 피해
10월 8일, 태풍 다나스는 남부 지방에 약간의 강풍 피해를 입힌 뒤 빠른 속도로 대한해협을 통과한 뒤 10월 9일 동해상에서 소멸되었다. 피해는 전반적으로 적은 편이었으며, 오히려 포항시에는 가뭄 해소에 도움이 되었다고 한다. 태풍으로 인한 직접적인 인명피해는 없었으나, 태풍 피해 복구 작업을 하다가 갑자기 떨어진 나무에 맞고 중상을 입은 구청 직원이 한 달만에 숨지는 인명피해가 있었다. 피해총액 22만 8,000 달러.

## 같이 보기
- 2013년 태풍